# Henk Eksteen
Pas d'image ? Cliquez ici

a Compétitions nationales et continentales officielles uniquement.

Dernière mise à jour le 27 octobre 2013.
Hendrik Oosterwald Eksteen dit Henk Eksteen, né le 29 février 1980 à Mossel Bay, est un joueur sud-africain de rugby à XV évoluant au poste de deuxième ligne.

## Biographie
Henk Eksteen connaît des sélections en équipe d'Afrique du Sud des moins de 19 ans en 1999.